# Etia nguti
Etia nguti är en fiskart som beskrevs av Ulrich K. Schliewen och Melanie L. J. Stiassny 2003. Etia nguti ingår i släktet Etia och familjen Cichlidae. IUCN kategoriserar arten globalt som otillräckligt studerad. Inga underarter finns listade i Catalogue of Life.